# DJ Plomberie
 (mars 2025).
Motif : rien de centrée + sources non nationales
- Archive Wikiwix
- Bing
- Cairn
- DuckDuckGo
- E. Universalis
- Gallica
- Google
- G. Books
- G. News
- G. Scholar
- Persée
- Qwant
- (zh) Baidu
- (ru) Yandex
- (wd) trouver des œuvres sur Wikidata

| 1. | Préciser le motif de la pose du bandeau. | Précisez le motif de la pose du bandeau en utilisant la syntaxe suivante : {{admissibilité à vérifier\|date=mars 2025\|motif=remplacez ce texte par le motif}}                    |
| 2. | Informer les utilisateurs concernés.     | Pensez à avertir le créateur de l'article, par exemple, en insérant le code ci-dessous sur sa page de discussion : {{subst:avertissement admissibilité à vérifier\|DJ Plomberie}} |

David Juanes, mieux connu sous le pseudonyme de DJ Plomberie, est un plombier français, connu pour sa chaîne youtube où il partage ses connaissances en matière de plomberie. 

## Biographie
David Juanes est un plombier de Saint-Just, dans l'Hérault, où il exerce depuis la fin des années 1990. Originellement, c'est plus pour partager ses émotions que son savoir-faire qu'il s'est mis à Youtube, en 2018, mais il s'est pris au jeu et a voulu partager le quotidien de son métier, malgré le surcoût en temps engendré par le tournage de ses interventions. Outre les vidéos qui le suivent sur ses chantiers, il a réalisé de nombreux tutoriels très regardés. Il explique vouloir faire « des vidéos que j'aurais aimé voir à mes débuts ».
En raison d'un incident survenu fin 2021 (acte de malveillance d'un participant à un live), sa chaîne a été brièvement supprimée avant d'être restaurée. 
Reconnu pour « la clarté de ses instructions », il est suivi par 250 000 abonnés (mars 2024).